# Millingerwaard
De Millingerwaard is een natuurgebied  bij Kekerdom in de gemeente Berg en Dal in Gelderland Het ligt ten westen van Millingen aan de Rijn aan de Waal in de streek de Duffelt en is ongeveer 400 hectare groot. Het maakt deel uit van Natura 2000-gebied de Gelderse Poort. 
De Millingerwaard wordt beheerd door Staatsbosbeheer, het is de bedoeling dat de natuur er zo veel mogelijk haar gang kan gaan. Er is moeras, ruigten en ooibos. Het gebied wordt doorsneden door een nevengeul, die - afhankelijk van de waterstand van de rivier- via een of meer dammen is over te steken. Een van de weinige 'levende' rivierduin van in Nederland is hier te vinden. Langs de binnenbocht van de Waal vindt zandverstuiving plaats en daardoor zijn hoge duinen ontstaan. Er groeit ook vrij zeldzaam hardhoutooibos. 
Er grazen sinds 1992 konikpaarden en gallowayrunderen die de vegetatie kort en open houden. De Millingerwaard is leefgebied voor bevers. Boomkikkers en knoflookpadden zijn er uitgezet om de biodiversiteit te bevorderen. Er zijn waarnemingen gedaan van de kleine weerschijnvlinder en de bosvleermuis. 
Behalve enkele woningen is er de Millinger Theetuin. Het natuurgebied is alleen te voet en met de fiets toegankelijk.

## Afbeeldingen

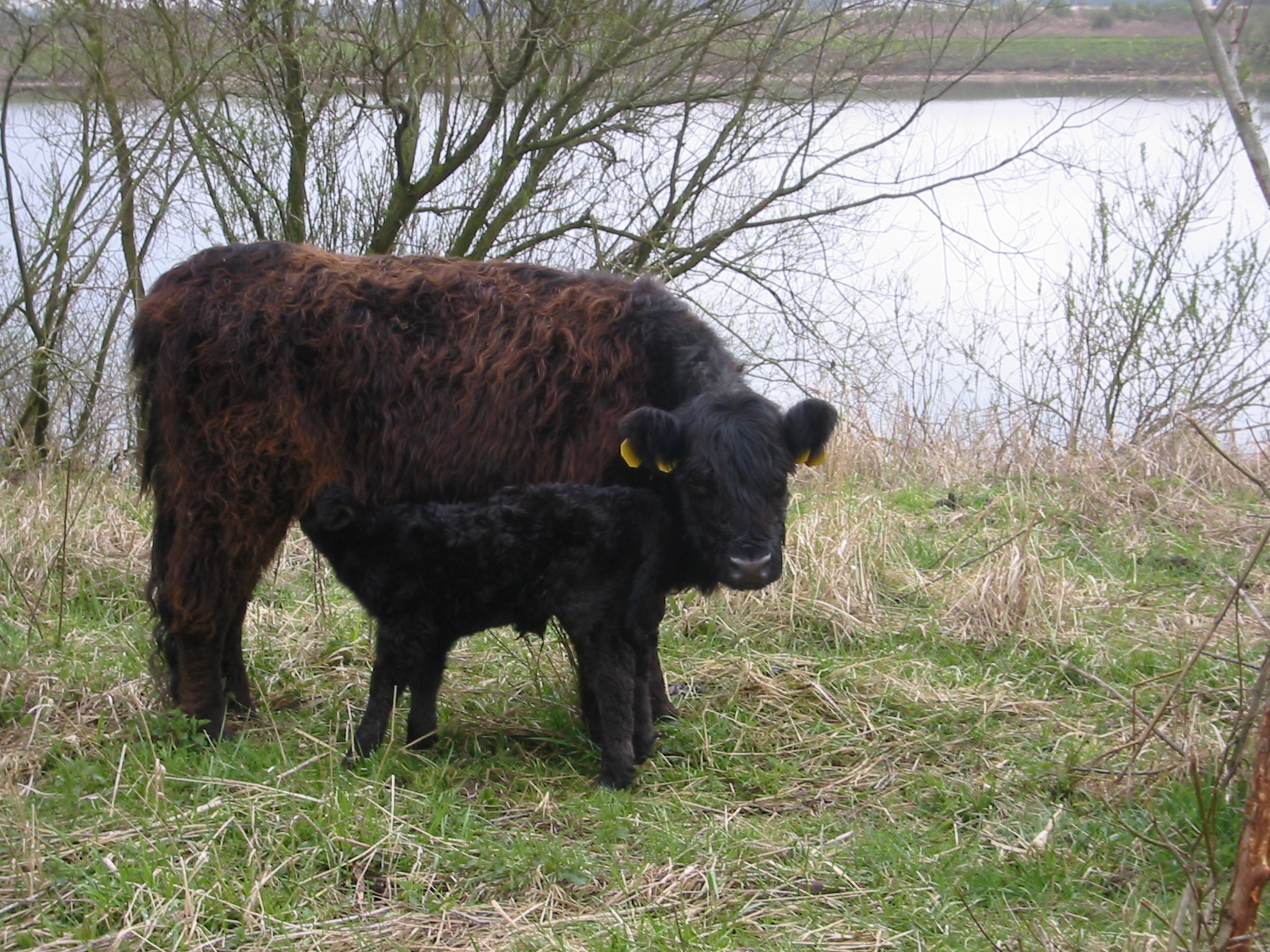
Galloway met kalf in de Millingerwaard
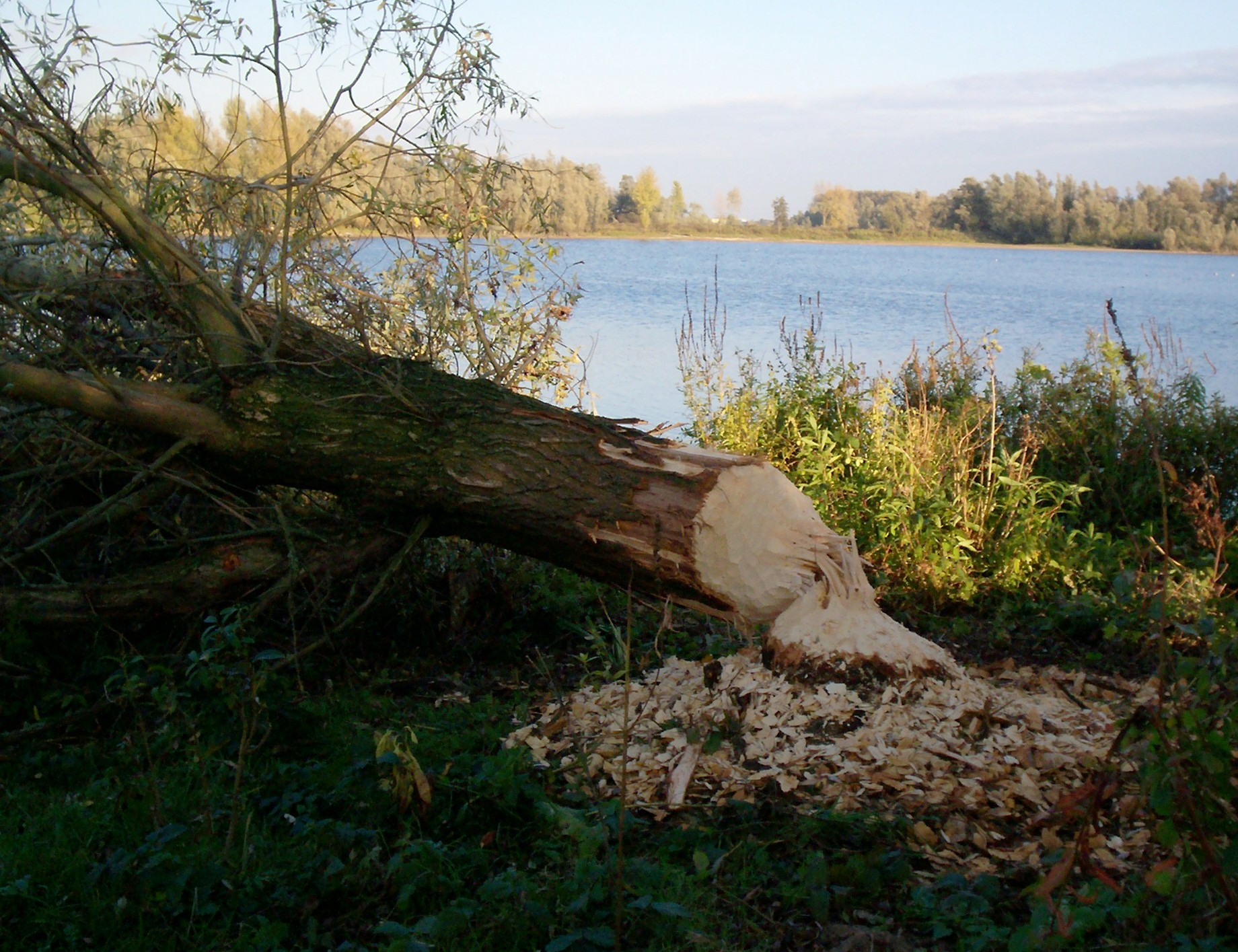
Door bevers gevelde wilg in de Millingerwaard
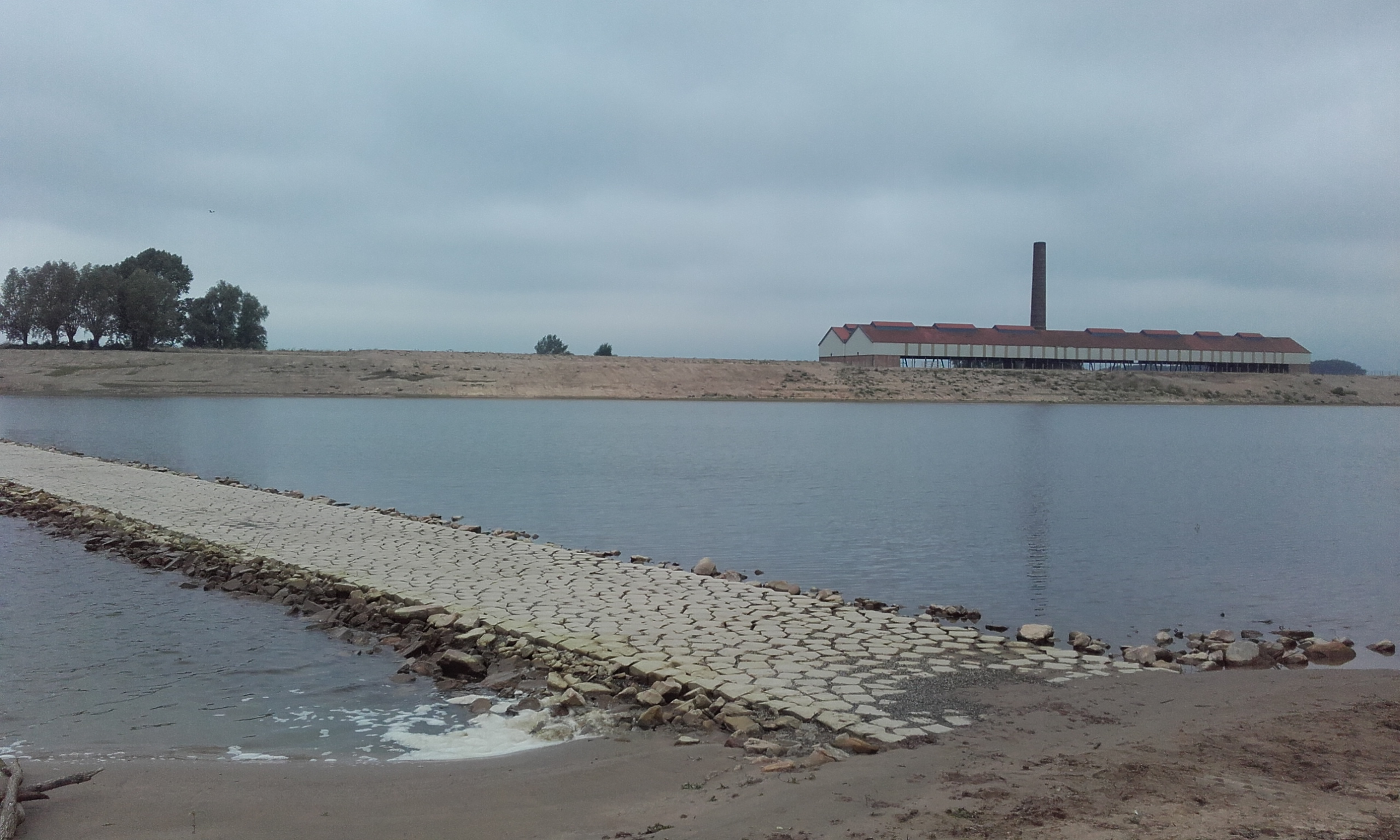
Voormalige steenfabriek Millingerwaard in 2017
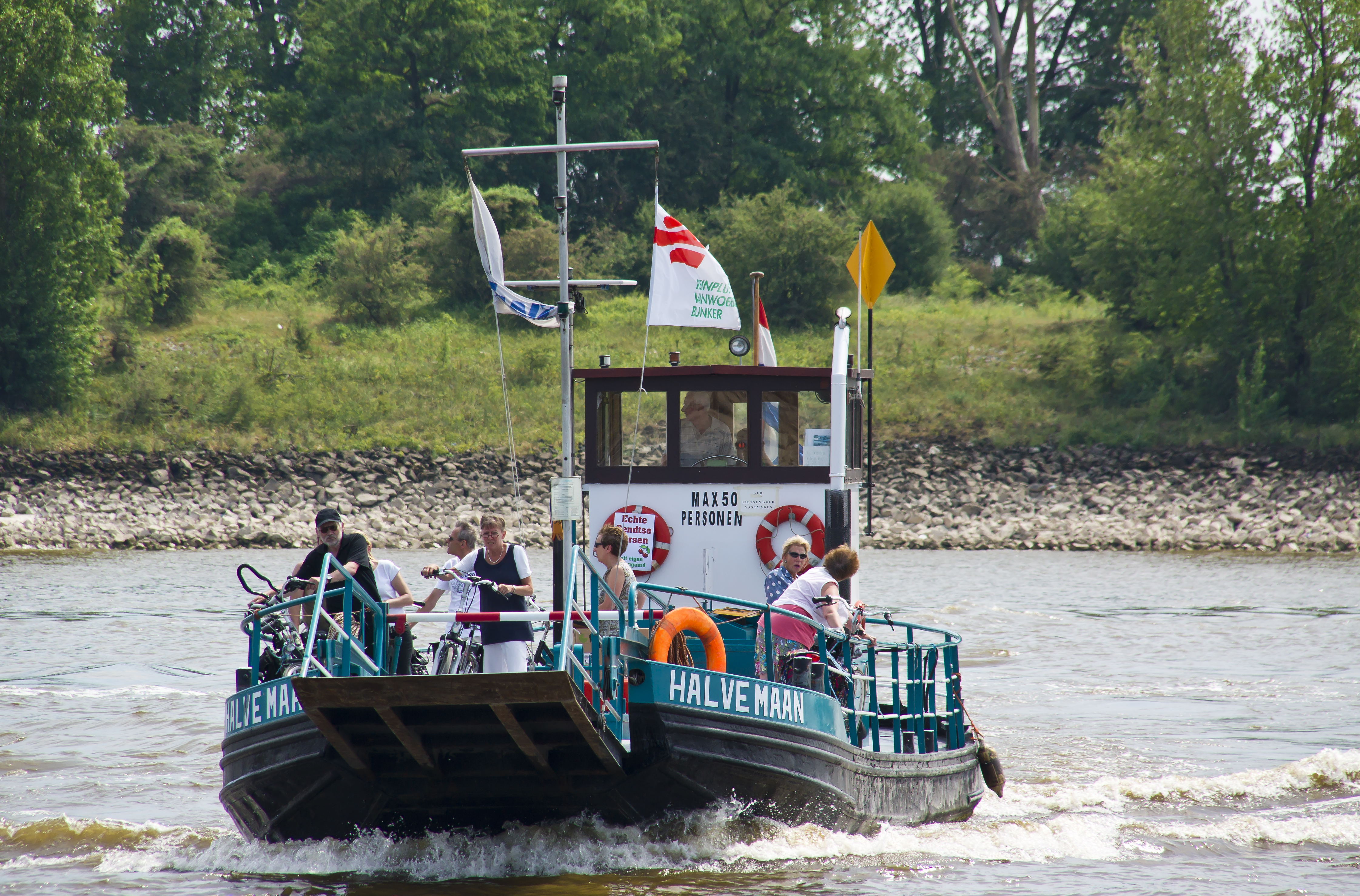
Fiets-en-voetveer over de Waal tussen Doornenburg en de Millingerwaard
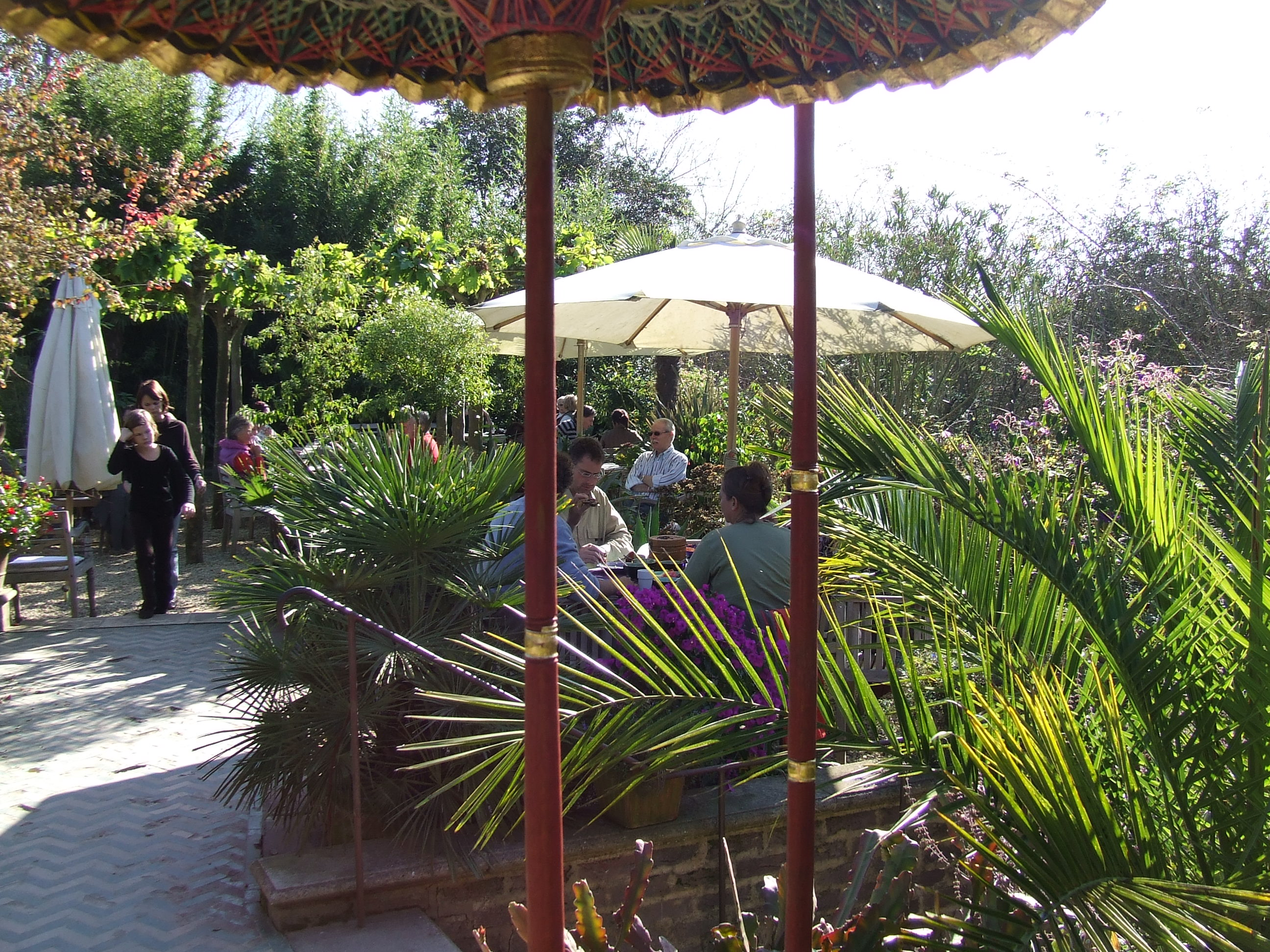
Millinger theetuin

## Trivia
- Harrie Janssen heeft een compositie vernoemd naar het gebied.